# مذبحة دير أيوب

## الزمان
2 تشرين الثاني 1954

## المكان
قرية دير أيوب قضاء القدس التي اعاد الاحتلال تقسيمها إلى الرملة

## التفاصيل
في الساعة العاشرة من صباح ذلك اليوم خرج ثلاثة أطفال و هم علي محمد علي طينة ، فخرية محمد علي طينة و خديجة عبد الفتاح علي طينة من قرية يالو الغربية لجمع الحطب، تراوحت أعمارهم بين الثامنة والثانية عشرة، وعند وصولهم إلى نقطة قريبة من دير أيوب على بُعد نحو أربعمائة متر من خط الهدنة فاجأهم بعض الجنود الإسرائيليين فولت خديجة منهم هاربة فأطلق الجنود النار عليها وأصابوها في فخذها، لكنها ظلت تجري إلى أن وصلت إلى قريتها وأخبرت أهلها.
أسرع أهل الطفلين المتبقين إلى المكان المذكور فشاهدوا نحو اثنى عشر جندياً إسرائيلياً يسوقون أمامهم الطفلين باتجاه بطن الوادي في الجنوب حيث أوقفوهما وأطلقوا عليهما النار ثم اختفوا وراء خط الهدنة. وقد توفي أحد الطفلين لتوه، بينما ماتت الطفلة الأخرى صبيحة اليوم التالي في المستشفى الذي نُقلت إليه.